# Acadia
Acadia (tiếng Pháp: Acadie) là thuộc địa của Tân Pháp ở phía đông bắc Bắc Mỹ bao gồm các phần của miền đông Québec, Các tỉnh hàng hải và ngày nay Maine đến sông Kennebec. Trong phần lớn của thế kỷ 17 và đầu thế kỷ 18, Norridgewock trên sông Kennebec và Castine ở cuối sông Penobscot là những khu định cư ở cực nam của Acadia. Đặc điểm kỹ thuật thực tế của chính phủ Pháp đối với lãnh thổ đề cập đến các vùng đất giáp với bờ biển Đại Tây Dương, nằm giữa 40 và 46. Sau đó, lãnh thổ được chia thành các thuộc địa của Anh đã trở thành các tỉnh của Canada và tiểu bang Mỹ. Dân số của Acadia bao gồm các dân tộc bản địa First Nations bao gồm Liên minh Wabanaki và hậu duệ của những người di cư từ Pháp (tức là, người Acadia). Hai cộng đồng đã kết hôn với nhau, dẫn đến một phần đáng kể dân số Acadia là Métis.
Thủ đô đầu tiên của Acadia, được thành lập vào năm 1605, là Port-Royal. Một lực lượng Anh từ Virginia đã tấn công và đốt cháy thị trấn vào năm 1613, nhưng sau đó nó được xây dựng lại gần đó, nơi đây vẫn là thủ đô phục vụ lâu nhất của Học viện Pháp cho đến khi Anh Siege of Port Royal vào năm 1710.  Trong bảy mươi bốn năm đã có sáu cuộc chiến tranh thuộc địa, trong đó các lợi ích của Anh và sau này đã cố gắng chiếm được Acadia bắt đầu từ Chiến tranh của Vua William vào năm 1689. Trong các cuộc chiến này, cùng với một số quân đội Pháp từ Quebec, một số học giả, Liên minh Wabanaki và các linh mục người Pháp liên tục đột kích các khu định cư ở New England dọc biên giới ở Maine. Trong khi Acadia chính thức bị chinh phục vào năm 1710 trong Chiến tranh của Nữ hoàng Anne, New Brunswick ngày nay và phần lớn lãnh thổ Maine vẫn còn tranh chấp. Đảo Hoàng tử Edward ngày nay (Île Saint-Jean) và Cape Breton (Île Royale) theo thỏa thuận theo Điều XIII của Hiệp ước Utrecht vẫn thuộc quyền kiểm soát của Pháp. Bằng cách đánh bại quân đội Liên minh Wabanaki và các linh mục người Pháp, Maine ngày nay đã sụp đổ trong Cuộc chiến của Cha Rale. Trong Chiến tranh của Vua George, Pháp và New France đã có những nỗ lực đáng kể để giành lại lục địa Nova Scotia. Sau Cuộc chiến của cha Le Loutre, New Brunswick ngày nay rơi vào tay người Anh. Cuối cùng, trong Chiến tranh Pháp và Ấn Độ (nhà hát Bắc Mỹ của Cuộc chiến bảy năm), cả Île Royale và Île Saint-Jean đã rơi vào tay người Anh vào năm 1758.
Ngày nay, thuật ngữ Acadia được sử dụng để chỉ các khu vực ở Bắc Mỹ có liên quan lịch sử với các vùng đất, hậu duệ hoặc văn hóa của khu vực Pháp cũ. Nó đặc biệt đề cập đến các khu vực của The Maritimes với nguồn gốc, ngôn ngữ và văn hóa Pháp, chủ yếu ở New Brunswick, Nova Scotia, Quần đảo Magdalen và Đảo Hoàng tử Edward , cũng như trong Maine. Nó cũng có thể được sử dụng để chỉ cộng đồng người Acadia ở miền nam Louisiana, một khu vực còn được gọi là Acadiana. Trong bản tóm tắt, Acadia đề cập đến sự tồn tại của một nền văn hóa Pháp ở bất kỳ khu vực nào trong số này.
Những người sống ở Acadia, và đôi khi là cư dân cũ và con cháu của họ, được gọi là Acadians, sau này còn được gọi là Cajun, cách phát âm tiếng Anh (mis) của 'Cadiens, sau khi tái định cư ở Louisiana.